# Tuner (elektronica)

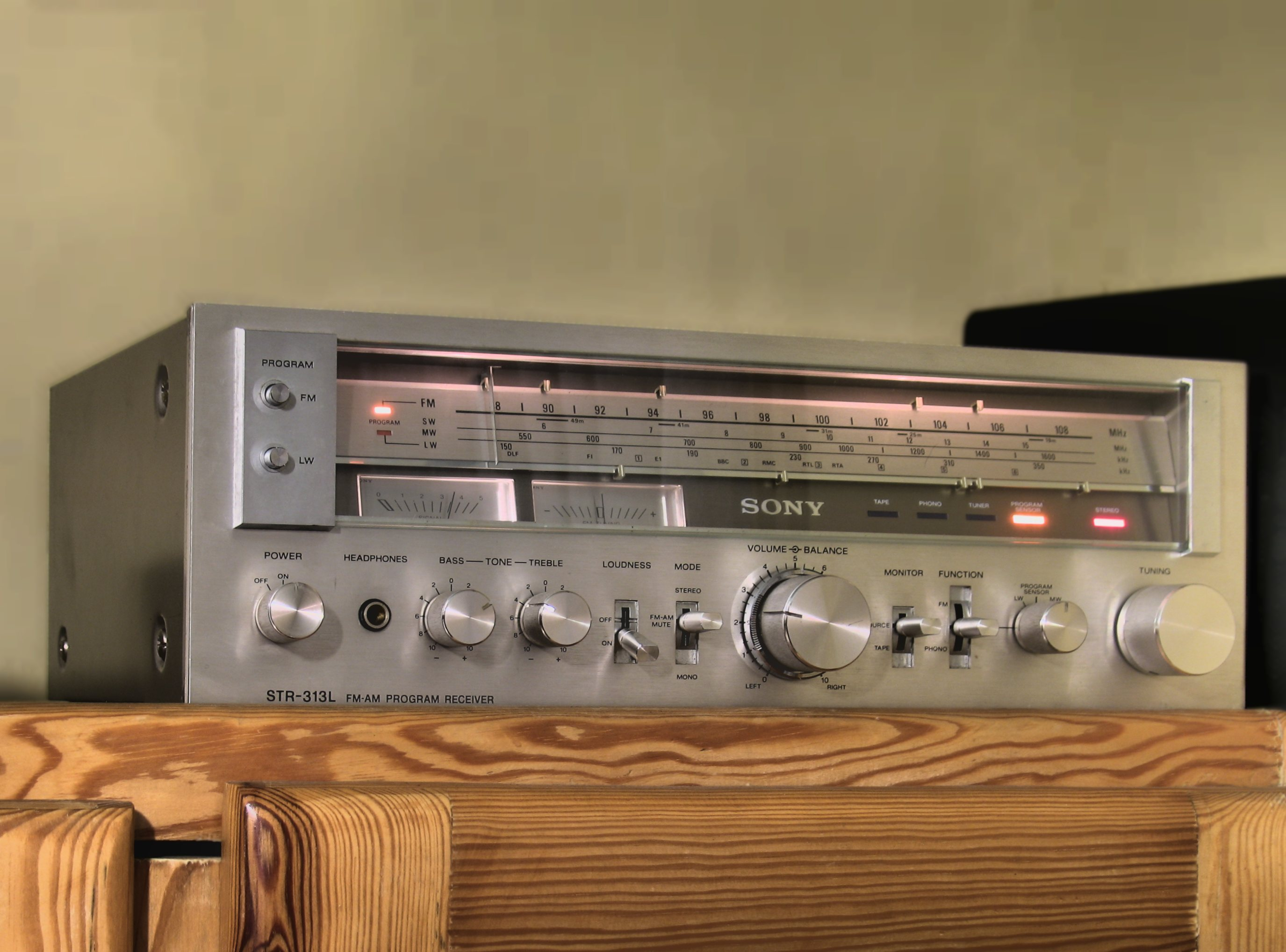
Radio

Een tuner is in de elektronica een component die het mogelijk maakt een signaal met een bepaalde frequentie te selecteren, meestal uit een veelvoud van signalen met verschillende frequenties aangeboden aan de ingang. Tuners worden veel toegepast in bijvoorbeeld radio's (die soms ook tuners genoemd worden) en televisies.
Tuners gebruiken vaak een mixer om het te ontvangen radiofrequente signaal naar een vaste, lagere frequentie om te zetten omdat het dan gemakkelijker te filteren en te detecteren is. Een voorbeeld van een simpele analoge tuner is de zogenaamde LC-kring, die een spoel en een condensator in serie heeft geschakeld. Dit circuit heeft een impedantie, een complexe weerstand, die minimaal is bij een bepaalde frequentie. Deze frequentie wordt de resonantiefrequentie van het circuit genoemd en is in te stellen door de zelfinductie en/of capaciteit van de spoel en/of condensator aan te passen. Als er over dit circuit dan een veelvoud van signalen met verschillende frequenties wordt gezet (bijvoorbeeld alle radiogolven die door de antenne worden opgevangen), dan wordt een bepaalde frequentie versterkt. Dit versterkte signaal wordt daarna door eventuele filters en dergelijke gevoerd en uiteindelijk in geluid omgezet in de luidsprekers. 
Bedenk dat dit mechanisme simplistisch is en dat tuners in moderne radio's en tv's anders werken. Zo wordt bijvoorbeeld de spoel in dit soort circuits vermeden omdat deze lastig te miniaturiseren is.